# نادي الجمعية التازية
نادي الجمعية الرياضية التازية  هو نادٍ رياضي مغربي من مدينة تازة. يمارس في دوري الدرجة الثالتة المغربي.

## التاريخ
تأسس النادي سنة 1949. نشأ النادي على أنقاض نادي آخر في المدينة والذي أنشأه المعمرون الفرنسيون سنة 1946 وهو نادي سبورتينغ تازة  الذي كان من أقوى الأندية في الأربعينات وانقسم بعد استقلال المغرب عن فرنسا سنة 1956 إلى فريقين هما : الهلال التازي و النجاح التازي، لكن الناديين فشلا في تمثيل المدينة على أعلى المستويات في المغرب ليتقرّر إعادة دمجهما من جديد تحت اسم  الجمعية الرياضية التازية  سنة 1991.
تم تأسيس ناد آخر في المدينة سنة 1998 تحت اسم: نادي القدس التازي.